# Okatakata Islands
Okatakata Islands ist eine Inselgruppe im Rangaunu Harbour der Region Northland auf der Nordinsel von Neuseeland.

## Geographie
Okatakata Islands besteht aus vier Inseln, die sich im südlichen Teil des Rangaunu Harbour und im sowie nordöstlich des Mündungsgebiets des Awanui River in den Naturhafen befinden. Die größte Insel, mit knapp 2 km Länge, ist Omaia Island, zu der eine 630 m lange befestigte Straße vom Festland hinüberführt. Nördlich von Omaia Island befindet sich Mangrove Island, die aus Mangroven besteht. Eine Abgrenzung dieser Insel ist nicht möglich, da sich die Mangroven auch beidseits von Omaia Island bis zum Festland hinziehen. Östlich von Omaia Island befinden sich noch zwei weitere sumpfige, nicht weiter benannte Inseln, die ebenfalls von Mangroven umgeben sind.
Die Flächen der betreffenden Inseln sind nur schwer zu ermitteln. Omaia Island umfasst rund 56 Hektar und die beiden sumpfigen Inseln rund 37 Hektar. Bei Mangrove Island ist dies hingegen mangels Abgrenzung nicht möglich. Das gesamte die Inseln umgebende Mangrovengebiet umfasst rund 381 Hektar.